# Cantone di Houilles
Il Cantone di Houilles è una divisione amministrativa dell'Arrondissement di Saint-Germain-en-Laye.
A seguito della riforma complessiva dei cantoni del 2014 ha incorporato il comune di Montesson, passando da 2 a 3 comuni.

## Composizione
Prima della riforma del 2014 comprendeva i comuni di:
- Carrières-sur-Seine
- Houilles

Dal 2015 comprende i comuni di:
- Carrières-sur-Seine
- Houilles
- Montesson